# La Venganza de los Ex Brasil VIP (temporada 7)
Artículo Principal: La Venganza de los Ex Brasil
La séptima temporada de La Venganza de los Ex Brasil, un programa de televisión brasileño de telerrealidad, se estrenó en MTV Brasil el 8 de abril de 2021. Este temporada fue renombrada a "VIP", ya que por segunda vez el programa no presentó a miembros del reparto desconocidos, sino a celebridades brasileñas además de participantes anteriores. La temporada se filmó durante el primer trimestre de 2021 en Ilhabela, São Paulo.
Por primera vez en la historia del programa, se presentó a un miembro del reparto transexual.

## Reparto
La lista de los participantes oficiales fue revelada por MTV el 26 de febrero de 2021.
- Negrita indica que el miembro del reparto original; el resto del reparto es presentado como un ex.

| Episodios | Nombre                | Edad | Procedencia        | Notabilidad                        | Ex                       |
| --------- | --------------------- | ---- | ------------------ | ---------------------------------- | ------------------------ |
| 12        | Caíque Gama           | 26   | São Paulo          | Cantante                           | Flavia Gabê              |
| 12        | Day Camargo           | 27   | Goiânia            | Cantante                           | N/A                      |
| 9         | Gabily                | 25   | São João de Meriti | Cantante                           | Lincoln Lau              |
| 12        | Ingrid Ohara          | 24   | Belém              | Youtuber                           | Fael                     |
| 12        | Lary Bottino          | 23   | Río de Janeiro     | Vacaciones con los Ex Brasil 4     | Flávio Nakagima          |
| 12        | Maju Mazalli          | 25   | Marília            | Vacaciones con los Ex Brasil 2     | Bruninho                 |
| 12        | Marina Gregory        | 26   | Río de Janeiro     | The Circle Brasil 1                | Sander Henrique          |
| 12        | Matheus Pasquarelli23 | 23   | São Paulo          | Influencer digital                 | N/A                      |
| 12        | Neguin                | 33   | Cascavel           | Bailarín                           | Bella Fernandes          |
| 12        | Pedro Ortega          | 29   | Río de Janeiro     | Vacaciones con los Ex Brasil 2     | Camila Ribeiro           |
| 12        | Rico Melquiades       | 29   | Maceió             | Humorista e Influenciador digital  | Luís Mattos              |
| 12        | Tarso Brant           | 28   | Belo Horizonte     | Actor                              | Tainá Felipe             |
|           |                       |      |                    |                                    |                          |
| 12        | Flávio Nakagima       | 33   | São Paulo          | Vacaciones con los Ex Celebridades | Lary Bottino             |
| 11        | Tainá Felipe          | 24   | Belo Horizonte     | DJ                                 | Tarso Brant, Diego Gelio |
| 10        | Luís Mattos           | 26   | Bahia              | Influencer digital                 | Rico Melquiades          |
| 9         | Flavia Gabê           | 24   | Curitiba           | The Voice Brasil 7                 | Caíque Gama              |
| 8         | Bruninho              | 32   | Campo Grande       | Cantor                             | Maju Mazalli, Gabi Rippi |
| 8         | Lincoln Lau           | 30   | São Paulo          | Jugador                            | Gabily, Letícia Escarião |
| 8         | Gabi Rippi            | 31   | São Paulo          | Influencer digital                 | Bruninho                 |
| 7         | Fael                  | 25   | Lisboa             | Influencer digital                 | Ingrid Ohara             |
| 6         | Camila Ribeiro        | 26   | Porto Alegre       | Nutricionista                      | Pedro Ortega             |
| 5         | Diego Gelio           | 21   | São Paulo          | Influencer digital                 | Tainá Felipe             |
| 4         | Bella Fernandes       | 25   | Itajaí             | Dancing Brasil                     | Neguin                   |
| 3         | Sander Henrique       | 22   | Brasilia           | Produtor de Eventos                | Marina Gregory           |
| 2         | Letícia Escarião      | 26   | Brasilia           | Influencer digital                 | Lincoln Lau              |

### Duración del Reparto
| Nombre   | Episodios | Episodios | Episodios | Episodios | Episodios | Episodios | Episodios | Episodios | Episodios | Episodios | Episodios | Episodios |
| Nombre   | 1         | 2         | 3         | 4         | 5         | 6         | 7         | 8         | 9         | 10        | 11        | 12        |
| -------- | --------- | --------- | --------- | --------- | --------- | --------- | --------- | --------- | --------- | --------- | --------- | --------- |
| Caíque   |           |           |           |           |           |           |           |           |           |           |           |           |
| Day      |           |           |           |           |           |           |           |           |           |           |           |           |
| Gabily   |           |           |           |           |           |           |           |           |           |           |           |           |
| Ingrid   |           |           |           |           |           |           |           |           |           |           |           |           |
| Lary     |           |           |           |           |           |           |           |           |           |           |           |           |
| Maju     |           |           |           |           |           |           |           |           |           |           |           |           |
| Marina   |           |           |           |           |           |           |           |           |           |           |           |           |
| Matheus  |           |           |           |           |           |           |           |           |           |           |           |           |
| Neguin   |           |           |           |           |           |           |           |           |           |           |           |           |
| Ortega   |           |           |           |           |           |           |           |           |           |           |           |           |
| Rico     |           |           |           |           |           |           |           |           |           |           |           |           |
| Tarso    |           |           |           |           |           |           |           |           |           |           |           |           |
|          |           |           |           |           |           |           |           |           |           |           |           |           |
| Nakagima |           |           |           |           |           |           |           |           |           |           |           |           |
| Tainá    |           |           |           |           |           |           |           |           |           |           |           |           |
| Luís     |           |           |           |           |           |           |           |           |           |           |           |           |
| Flavia   |           |           |           |           |           |           |           |           |           |           |           |           |
| Bruninho |           |           |           |           |           |           |           |           |           |           |           |           |
| Lincoln  |           |           |           |           |           |           |           |           |           |           |           |           |
| Gabi     |           |           |           |           |           |           |           |           |           |           |           |           |
| Fael     |           |           |           |           |           |           |           |           |           |           |           |           |
| Camila   |           |           |           |           |           |           |           |           |           |           |           |           |
| Diego    |           |           |           |           |           |           |           |           |           |           |           |           |
| Bella    |           |           |           |           |           |           |           |           |           |           |           |           |
| Sander   |           |           |           |           |           |           |           |           |           |           |           |           |
| Letícia  |           |           |           |           |           |           |           |           |           |           |           |           |

## Actuaciones musicales
| Fecha               | Artista       | Episodio    | Ref.  |
| ------------------- | ------------- | ----------- | ----- |
| 8 de abril de 2021  | Dilsinho      | Episodio 1  | [ 5 ] |
| 6 de mayo de 2021   | Xamã          | Episodio 5  | [ 6 ] |
| 24 de junio de 2021 | Pedro Sampaio | Episodio 12 | [ 7 ] |

## Episodios
| N.º (total) | N.º (temp.) | Título        | Estreno original    |
| ----------- | ----------- | ------------- | ------------------- |
| 69          | 1           | «Episodio 1»  | 8 de abril de 2021  |
| 70          | 2           | «Episodio 2»  | 15 de abril de 2021 |
| 71          | 3           | «Episodio 3»  | 22 de abril de 2021 |
| 72          | 4           | «Episodio 4»  | 29 de abril de 2021 |
| 73          | 5           | «Episodio 5»  | 6 de mayo de 2021   |
| 74          | 6           | «Episodio 6»  | 13 de mayo de 2021  |
| 75          | 7           | «Episodio 7»  | 20 de mayo de 2021  |
| 76          | 8           | «Episodio 8»  | 27 de mayo de 2021  |
| 77          | 9           | «Episodio 9»  | 3 de junio de 2021  |
| 78          | 10          | «Episodio 10» | 10 de junio de 2021 |
| 79          | 11          | «Episodio 11» | 17 de junio de 2021 |
| 80          | 12          | «Episodio 12» | 24 de junio de 2021 |